# NGC 5599
NGC 5599 este o galaxie spirală situată în constelația Fecioara. A fost descoperită în 12 mai 1793 de către William Herschel. Se află la o distanță de 96,38 de megaparseci de Pământ.